# Waragi
En Ouganda, Waragi est un nom générique qui désigne toute boisson distillée artisanale. Le terme waragi figure entre autres dans la marque Uganda Waragi, alcool à base de millet distillé commercialisé par East Africain Breweries.

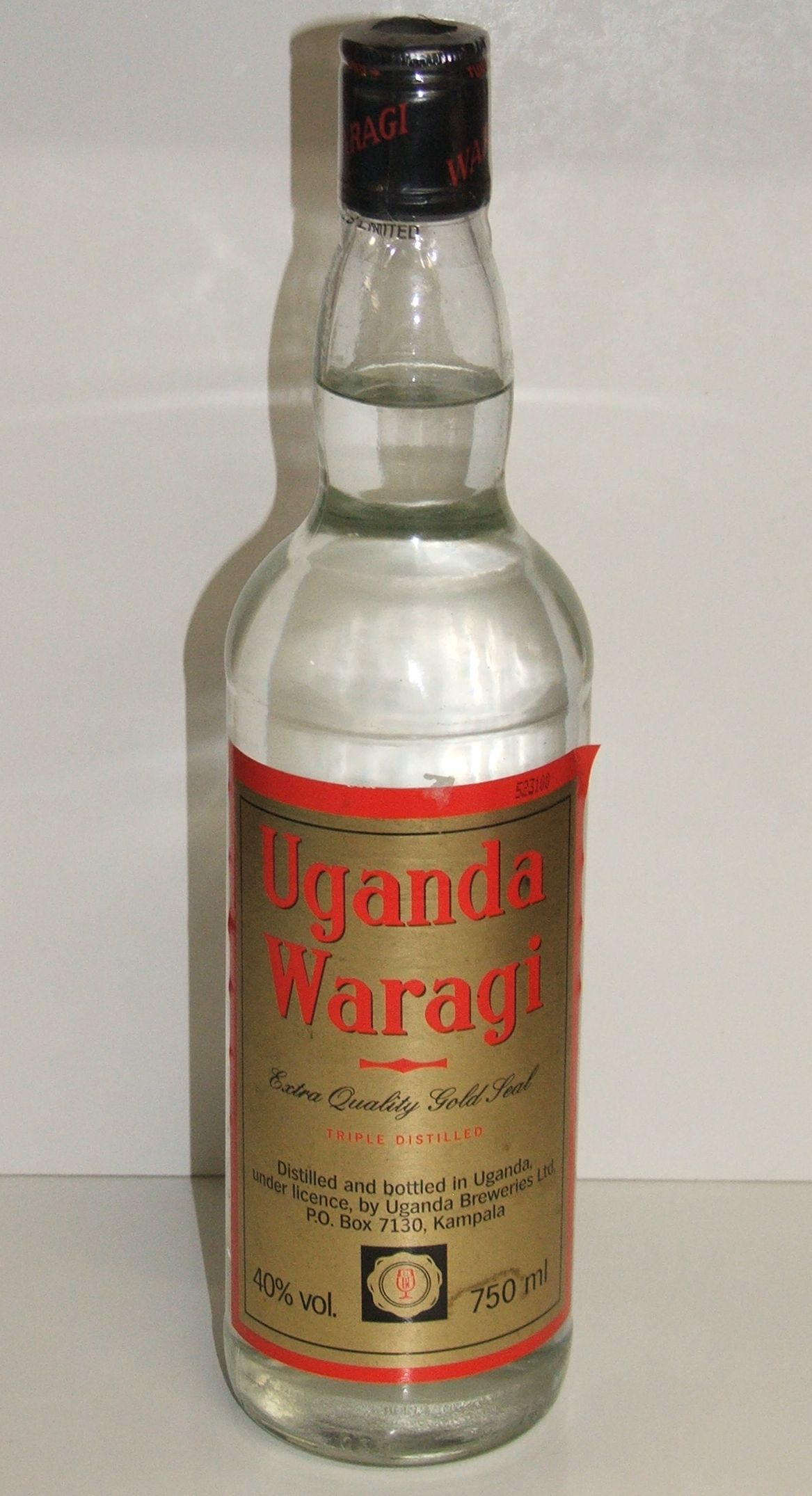
Uganda Waragi.

## Origines
Waragi vient de l'anglais war gin employé par les expatriés britanniques en Ouganda dans les années 50 et 60 pour désigner l'enguli en luganda En 1965, l'Enguli Act soumit la distillation à une licence et obligea les producteurs à vendre leurs produits distillés exclusivement à Uganda Distilleries, entreprise d'État qui possédait alors la marque Uganda Waragi. L'Enguli Act ne fut jamais totalement respecté et la production clandestine de waragi continua. 

## Variantes
Le waragi peut être fabriqué à partir de manioc, de bananes, de millet ou de sucre de canne selon la région. À côté de l'Uganda Waragi fabriqué à partir de millet, les variantes les plus populaires sont le Lira Lira (manioc et sucre de canne) et le Kasese (bananes), tous deux nommés selon leur ville d'origine.